# Antakya
Antakya er hovedstad i Hatay-provinsen, den sydligste provins i Tyrkiet. Byen ligger i en velafvandet og frodig dal ved Orontes-floden omkring 20 kilometer fra det Middelhavet.
Den står delvist på oldtidens Antiokia (oldgræsk: Ἀντιόχεια, Antiókheia, også kendt som 'Antiokia ved Orontes'), som blev grundlagt i det 4. århundrede f.Kr. af Seleukiderne. Antiokia blev senere en af Romerrigets største byer og blev hovedstad i provinserne Syria og Coele Syria. Byen var også et betydeligt center for udviklingen af kristendommen og fik vidtgående kirkelig indflydelse i det Byzantinske Rige.
Antiokia blev erobret af kalif Umar ibn al-Khattab i det 7. århundrede e.Kr., og det middelalderlige Antakiyah (arabisk: أنطاكية, ʾAnṭākiya) blev erobret og generobret flere gange:
- af byzantinerne i 969;
- af seldsjukkarerne i 1084;
- af korstogene i 1098;
- af Ayybide-dynastiet i 1187;
- af mamelukkerne i 1268;
- og af osmannerne i 1517, som integrerede byen under Aleppo-ejalettet. Antakya blev en del af Hatay-staten under det franske mandatområde, inden byen kom under den tyrkiske replublik.

Størstedelen af befolkningen på omkring 216.960 i 2012 havde tyrkisk som modersmål, mens en mindre del talte arabisk.

## Historie

### Antikken
Se: Antiokia ved Orontes
Området omkring Antakya har været beboet siden kobberalderen (6. årtusinde f.Kr.), som arkæologiske udgravninger ved Alalakh har vist.
Alexander den Store af Makedonien fulgte efter at have slået perserne ved Slaget om Issus i 333 f.Kr. floden Orontes mod syd ind i Syrien og besatte det. Byen Antiokia blev grundlagt i 300 f.Kr. af den hellenistisk-selekuide kong Seleukos 1. Nikator. Byen spillede en større rolle i det hellenistisk-selekuide kongerige, i det romerske rige og i det byzantinske imperium. Og den var centrum for de tidlige år i kristendommen og den syrisk-ortodokse kirke, den ortodokse kirke i Antiokia, islams udbredelse i 7. århundrede e.Kr. og korstogene efter det 10. århundrede e.Kr.

### Rashidun-perioden
Under den byzantinske kejser Heraklios den Yngre blev Antiokia i 637 erobret af Rashidun-kalifatet ved Slaget ved Jernbroen. Byen blev herefter kendt på arabisk som أنطاكية (ʾAnṭākiya). Da Umayyad-kalifatet ikke trænge ind over det anatoliske plateau, lå Antiokia på frontlinjen mellem to aggressive imperier i omtrent 350 år, så byen forfaldt gradvis.
I år 969 blev byen generobret af den byzantinske kejser Nikeforos 2. Fokas. Antiokia blev hurtigt sæde for et dux, som kommanderede soldaterne i de lokale themaer og blev den vigtigste kommandør på det Byzantinske Imperiums østlige grænser. Posten var besat af fx Nikifors Uranos.

### Korstogenes æra
Se: Fyrstendømmet Antiokia
Korsfarernes belejring af Antiokia under det Første Korstog ledte til byens fald. Korsfarerne udøvede stor skade på byen; herunder tre dages massakre på både byens kristne og muslimske indbyggere. Bohemund 1. af Antiokia overtog magten i byen efter den tyrkiske garnisons fald. Byen fortsatte som hovedstad for det latinske Fyrstendømme i næsten to århundreder.
I 1268 faldt byen til de egyptiske mamelukker under sultan Baibars 1. efter en belejring. Baibars massakrerede den kristne befolkning. Ud over at have lidt stor skade under krigene mistede byen sin økonomiske betydning, da handelsvejene til Fjernøsten gik norligere efter mongolernes erobringer i det 13. århundrede. Antiokia kom sig aldrig som en vigtig by, og dens tidligere rolle gik til havnebyen Alexandretta (İskenderun). En beretning om begge byers tilstand er nedskrevet i den engelske søfarer Henry Teonges dagbog.

### Osmannisk by
Antakya var hovedby for Antakya-sandjaket (en del af Damascus-Ejaletet).
I 1822 og i 1872 blev Antakya beskadiget af jordskælv. Byen havde kun omtrent 5.000 indbyggere i 1835, da den osmanniske general Ibrahim Pasha af Egypten etablerede sit hovedkvarter der. Hans støtter håbede, at byen muligvis ville udvikle sig pga. en jernbane gennem Eufrat-floddalen, som skulle forbinde byen til havnen Sueida (i dag Samandağı). Disse planer blev opgivet. Det er emnet i Letitia Elizabeth Landons digt "Antioch" fra 1836, hvor hun reflekterer over krig og konflikts overlegenhed over handel og virksomhed.
Byen oplevede gentagne udbrud af kolera pga. utilstrækkelig infrastruktur og sanitet. Byen udviklede sig senere og genskabte hurtigt sin rolle, da en jernbane blev bygget gennem den nedre Orontes-dal.

### Republikken Hatay og moderne Tyrkiet
Se Hatay (provins) for regionens historie under Osmannerrigets fald, den kortlivede Hatay-republik (fra 1938-39) og områdets indlemmelse i Tyrkiet i 1939.

## Demografi i 1935
I 1935 udgjorde tyrkiske og arabiske muslimer mere end 80% af indbyggerne.
| Etniske grupper | Befolkningstal (procent) |
| --------------- | ------------------------ |
| Sunni-muslimer  | 19.720 (58%)             |
| Alawitter       | 8.670 (25,5%)            |
| Kristne         | 4.930 (14,5%)            |
| Andre           | 680 (2%)                 |
| I alt1          | 34.000 (100%)            |

1De fleste alawitter og armenere talte tyrkisk som andetsprog og talte enten arabisk eller armensk som modersmål.
En britisk rejsende til Antakya sagde i år 1798, at "sproget her er generelt tyrkisk" (i kontrast til i Aleppo, som var arabisk).

## Antakya i dag
Antakya lå ved Orontes-flodens østlige bred, men siden det 19. århundrede har byen bredt sig på sletterne på den anden side af floden mod syd-vest, hvor fire broer forbinder de gamle og nye bydele. Mange af bygningerne er opført i betonsten i de seneste årtier, og Antakya har mistet meget den klassiske arkitektur.
Selv om havnebyen İskenderun er den største by i Hatay, er Antakya fortsat provinsens hovedstad og centret for et større distrikt. Dræningen af søen Amik (eller Antiokia) og landudvikling har fået regionens økonomi til at vokse.
Byens placering nær grænsen til Syrien gør byen mere kosmopolitisk en andre tyrkiske byer, men den tiltrak ikke de immigrerende masser fra Anatolien i 1980'erne og 1990'erne. Disse masser bosatte sig i stedet i højere grad i middelhavsbyerne Adana og Mersin. Både tyrkisk og arabisk er stadig talt i befolkningen, omend arabisk sjældent er brugt. Selvom størstedelen af byen indbyggere er muslimer, finder man flere aktive kristne trossamfund rundt omkring i byen, hvor den største menighed er omkring Sankt Peter og Sankt Paul-kirken på Hurriyet Caddesi.

## Geografi
Antakya er beliggende på floden Orontes breder, omkring 22 kilometer inde i landet fra Middelhavets kyst. Byen er beliggende i en dal med bjerge, med Nurbjergene mod nord, bjerget Jebel Akra mod syg og det 440 meter høje bjerg Habib-i Neccar former dalens østlige kant. Bjergene er en kilde en grøn marmor. Antakya er beliggende på den nordlige kant af Dødehavsforkastningen, og er derfor udsat for jordskælv.
Således skete der store ødelæggelser ved jordskælvet i Tyrkiet og Syrien 2023, der havde epicenter i nærheden af Kahramanmaraş i Tyrkiet.
Amik-engene nordøst for byen er frugtbar jord, der vandes af Orontes og floderne Karasu og Afrin. Søen på engområdet blev drænet af et fransk firma i 1980. På samme tid blev kanaler bygget for at brede Orontes ud og passere mere ordentligt igennem bykernen. Orontes mødes af Hacı Kürüş-åen til nordøst for byen, tæt på kirken Sankt Peter, og åen Hamşen løber fra Habib-I Neccar mod sydvest, under Memekli-broen nær militærbarakker. Flora i området inkluderer laurbærtræer og myrte.

### Klima
Byen er beliggende i et sommervarmt middelhavsklima med varme, tørre somre og milde, våde vintre; dog er temperaturen en anelse kolderen grundet den højere beliggenhed en kystområderne.

## Uddannelse
Mustafa Kemal Universitet, forkortet som MKU, har flere fakulteter, inklusiv Ingeniørvidenskab og Medicin, tæt på byen. Campusset Tayfur Sökmen er beliggende i Serinyol-distriktet omkring 15km nord for Antakya Centrum. Universitet blev grundlagt i 1992 og mere end 32.000 studerende er indmeldt på universitet.
Udover campusset i Serinoyl har KMU også fakulteter spredt over alle hoveddistrikter i provinsen, inklusive Altınözü, Antakya, Belen, Dörtyol, Erzin, Hassa, İskenderun, Kırıkhan, Reyhanlı, Samandağ and Yayladağı.

## Venskabsbyer
Antakya er venskabsby med:
- Aalen, Tyskland (siden 1995)

## Bemærkelsesværdige personer og bysbørn
- Alexandros fra Antiokia; græsk skulptør
- Georg af Antiokia
- Ignatius af Antiokia; Antiokias anden biskop
- Johannes Chrysostomos; patriark i Konstantinopel
- Lukas; skribent af Lukasevangeliet og Apostlenes Gerninger.
- Yağısıyan; Antiokias guvernør, da byen faldt under det 1. korstog
- Selahattin Ülkümen; diplomat der modtog den israelske hædersbevisning: "Retfærdige blandt nationerne"
- Tayfur Sökmen; præsident for Republikken Hatay i dens eksistens, fra 1938-39.